# Język bende
Język bende – język z rodziny bantu, używany w Tanzanii. W 1972 roku liczba mówiących wynosiła ok. 9 tys. Część uczonych uważa ten język za dialekt tongwe m.in. ze względu na ~90% podobieństwo leksykalne z tym językiem.